# Álvaro Carrillo
Álvaro Carrillo Alacid (Murcia, 6 april 2002) is een Spaans voetballer die sinds onder contract ligt bij SD Eibar.

## Clubcarrière

### Real Madrid
Carrillo begon z'n jeugdopleiding bij CD Barnés. In 2014 maakte hij een overstap naar Real Murcia, waar hij onder David Karanka de aanvoerdersband droeg. Amper een jaar later nam Real Madrid hem over. Met de U19 van Real Madrid won hij in 2020 de UEFA Youth League. In de halve finale tegen Red Bull Salzburg (1-2-winst) viel hij in de 85e minuut in voor Sergio Arribas, in de finale tegen SL Benfica drie dagen later liet trainer Raúl González Blanco hem in de 66e minuut invallen voor Miguel Gutiérrez.
In het seizoen 2020/21 stroomde Carrillo door naar Real Madrid Castilla, het beloftenelftal van Real Madrid dat toen uitkwam in de Segunda División B. Dat seizoen speelde hij drie wedstrijden in de reguliere competitie en drie in de promotie-playoffs. Carrillo, die in januari 2023 zijn contract bij Real Madrid verlengde tot medio 2025, klokte af op 77 officiële wedstrijden voor Real Madrid Castilla, inclusief play-offwedstrijden. Op 6 januari 2024 maakte hij z'n officiële debuut in het eerste elftal van de club: in de bekerwedstrijd tegen Arandina CF (1-3-winst) kreeg hij een basisplaats van trainer Carlo Ancelotti. Carrillo speelde de hele wedstrijd.

### SD Eibar
In juli 2024 ondertekende Carrillo een tweejarig contract bij tweedeklasser SD Eibar. Real Madrid behield weliswaar 50 procent van de transferrechten op de speler.

## Clubstatistieken
| Seizoen         | Club                 | Land            | Competitie            | Competitie | Competitie | Beker | Beker | Supercup | Supercup | Europees | Europees | Totaal | Totaal |
| Seizoen         | Club                 | Land            | Competitie            | Wed.       | Dlp.       | Wed.  | Dlp.  | Wed.     | Dlp.     | Wed.     | Dlp.     | Wed.   | Dlp.   |
| --------------- | -------------------- | --------------- | --------------------- | ---------- | ---------- | ----- | ----- | -------- | -------- | -------- | -------- | ------ | ------ |
| 2020/21         | Real Madrid Castilla | Vlag van Spanje | Segunda División B    | 7          | 0          | —     | —     | —        | —        | —        | —        | 7      | 0      |
| 2021/22         | Real Madrid Castilla | Vlag van Spanje | Primera División RFEF | 18         | 0          | —     | —     | —        | —        | —        | —        | 18     | 0      |
| 2022/23         | Real Madrid Castilla | Vlag van Spanje | Primera Federación    | 32         | 0          | —     | —     | —        | —        | —        | —        | 32     | 0      |
| 2023/24         | Real Madrid Castilla | Vlag van Spanje | Primera Federación    | 20         | 0          | —     | —     | —        | —        | —        | —        | 20     | 0      |
| 2023/24         | Real Madrid          | Vlag van Spanje | Primera División      | 0          | 0          | 1     | 0     | 0        | 0        | 0        | 0        | 1      | 0      |
| 2024/25         | SD Eibar             | Vlag van Spanje | Segunda División      | 0          | 0          | 0     | 0     | —        | —        | —        | —        | 27     | 0      |
| Carrière totaal | Carrière totaal      | Carrière totaal | Carrière totaal       | 77         | 0          | 1     | 0     | 0        | 0        | 0        | 0        | 78     | 0      |

Bijgewerkt op 23 juli 2024.

## Interlandcarrière
Carrillo nam in mei 2019 met Spanje –17 deel aan het EK onder 19 in Ierland. De verdediger speelde mee in de eerste twee groepswedstrijden, in de kwartfinale tegen Hongarije (winst na strafschoppen) en in de halve finale tegen Nederland (1-0-nederlaag). Door het behalen van de halve finale in Ierland was Spanje geplaatst voor het WK onder 19 in Brazilië later dat jaar. Ook voor dit toernooi werd Carrillo geselecteerd. Net als in Ierland miste Carrillo in Brazilië enkel de derde groepswedstrijd. Spanje sneuvelde er in de kwartfinale na een 1-6-nederlaag tegen Frankrijk.